# Denkmal für die im Nationalsozialismus verfolgten Homosexuellen

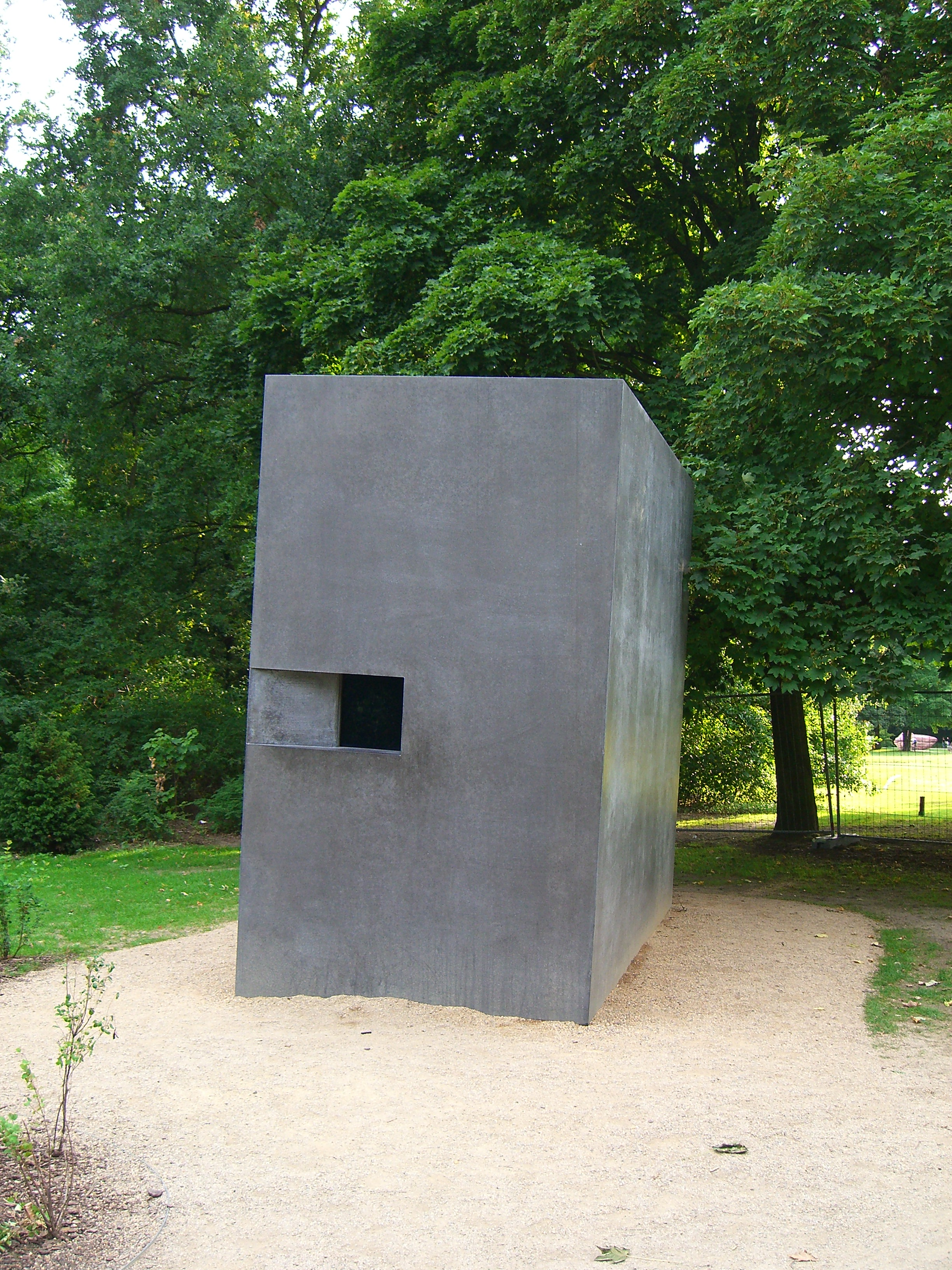
Frontansicht des Denkmals, 2008

Das Denkmal für die im Nationalsozialismus verfolgten Homosexuellen ist eine Gedenkstätte am Berliner Tiergarten, die am 27. Mai 2008 eingeweiht wurde.
Das Denkmal befindet sich in der Nähe der anderen zentralen Gedenkorte zur Erinnerung an die Opfer der NS-Verbrechen am Großen Tiergarten, dem Denkmal für die ermordeten Juden Europas, dem Denkmal für die im Nationalsozialismus ermordeten Sinti und Roma Europas und dem Gedenk- und Informationsort für die Opfer der nationalsozialistischen „Euthanasie“-Morde. Wie diese wird das Denkmal von der Stiftung Denkmal für die ermordeten Juden Europas betreut.

## Gestaltung
Das von dem dänisch-norwegischen Künstlerduo Elmgreen und Dragset entworfene Denkmal ist ein 3,60 Meter hoher und 1,90 Meter breiter Betonquader; durch eine verglaste Öffnung ist ein kurzer Film zu sehen. Bei dem Werk handelt es sich um das dritte vollplastische Mahnmal dieser Art in Deutschland nach dem Frankfurter Engel (1994) und dem Kölner Rosa Winkel (1995). Die Errichtung des Denkmals wurde im Zuge der Diskussion über die Gestaltung des Denkmals für die ermordeten Juden Europas im Jahr 2003 vom Deutschen Bundestag beschlossen.
Am Denkmal befindet sich eine Gedenktafel in deutscher und englischer Sprache, die auch an das Fortdauern der Verfolgungen in der Bundesrepublik und der DDR erinnert (siehe Paragraph 175).

### Videosequenz
Der in Endlosschleife vorgeführte Film sollte nach ursprünglicher Planung regelmäßig durch einen neuen ersetzt werden. Dazu sollte alle zwei Jahre eine Ausschreibung stattfinden und eine Jury den neuen Film auswählen.
Der seit der Einweihung dreieinhalb Jahre lang im Inneren des Denkmals gezeigte Film zeigt zwei sich küssende Männer im Tiergarten und wurde im Auftrag der Künstler Elmgreen & Dragset von Regisseur Thomas Vinterberg und Kameramann Robby Müller auf altem ORWO-Schwarzweiß-Film gedreht. Ersetzt wurde dieser Film am 26. Januar 2012 durch den Film Kuss ohne Ende mit küssenden Frauen- und Männerpaaren unterschiedlichen Alters, der von Gerald Backhaus gemeinsam mit Bernd Fischer und Ibrahim Gülnar gedreht wurde. Vom 7. Oktober 2014 bis zum 10. Januar 2017 war dann wieder der ursprüngliche Film zu sehen und seitdem erneut der Backhaus-Film.

## Geschichte

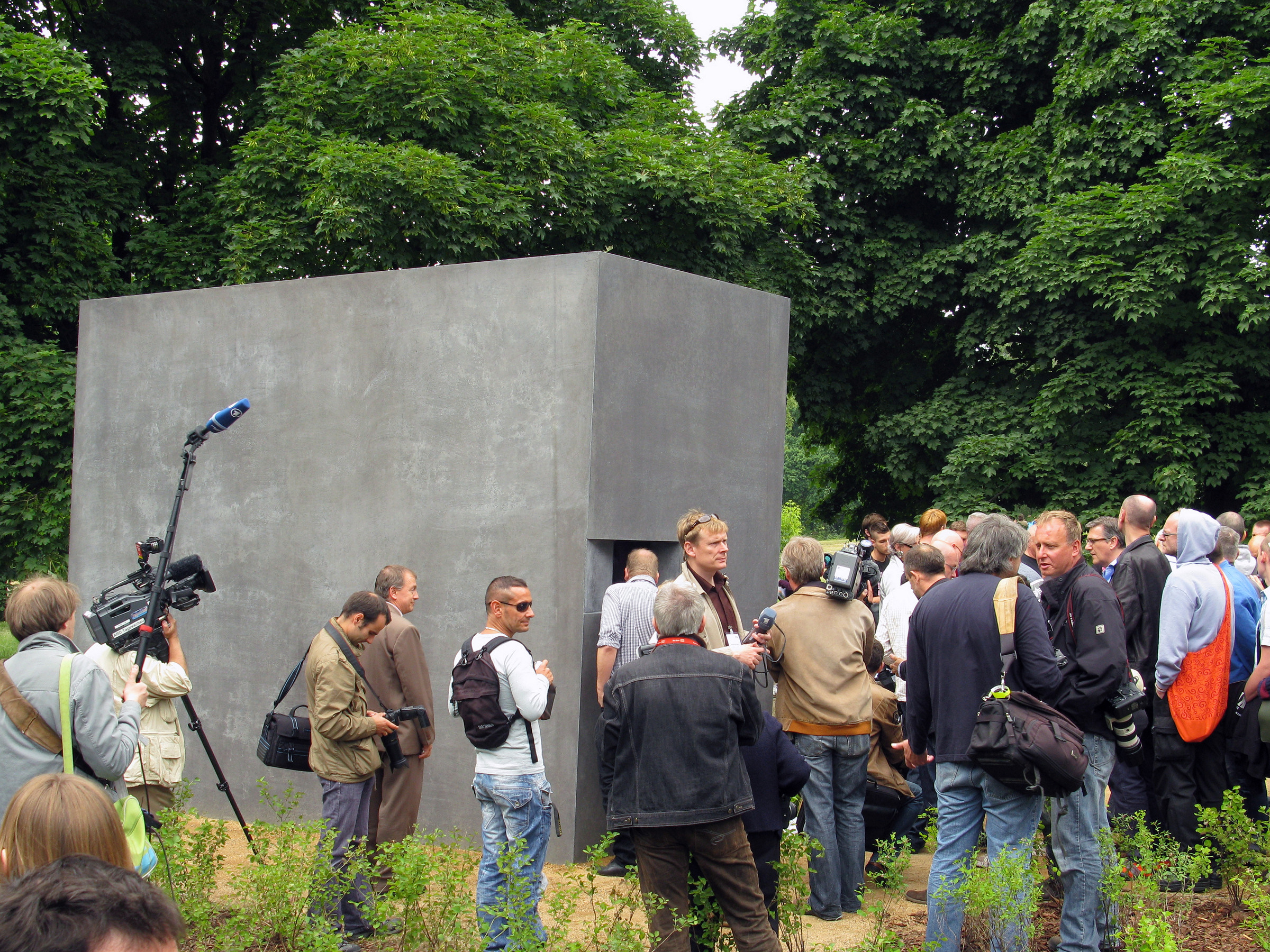
Eröffnung des Denkmals am 27. Mai 2008

Die homosexuellen Verfolgten des Nationalsozialismus blieben aus dem öffentlichen Gedenken in Deutschland lange Zeit ausgespart. Ein Umdenken in der Erinnerungspolitik setzte erst 1985 mit der Rede des Bundespräsidenten Richard von Weizsäcker zum 40. Jahrestag des Kriegsendes ein, in der erstmals auch die bislang verschwiegenen Verfolgtengruppen in das Gedenken einbezogen wurden. Die 1993 gegründete Initiative Der homosexuellen NS-Opfer gedenken, zu der u. a. Albert Eckert gehörte, sowie der Lesben- und Schwulenverband (LSVD) setzten sich gemeinsam für ein Denkmal des Bundes für die im Nationalsozialismus verfolgten Homosexuellen ein.

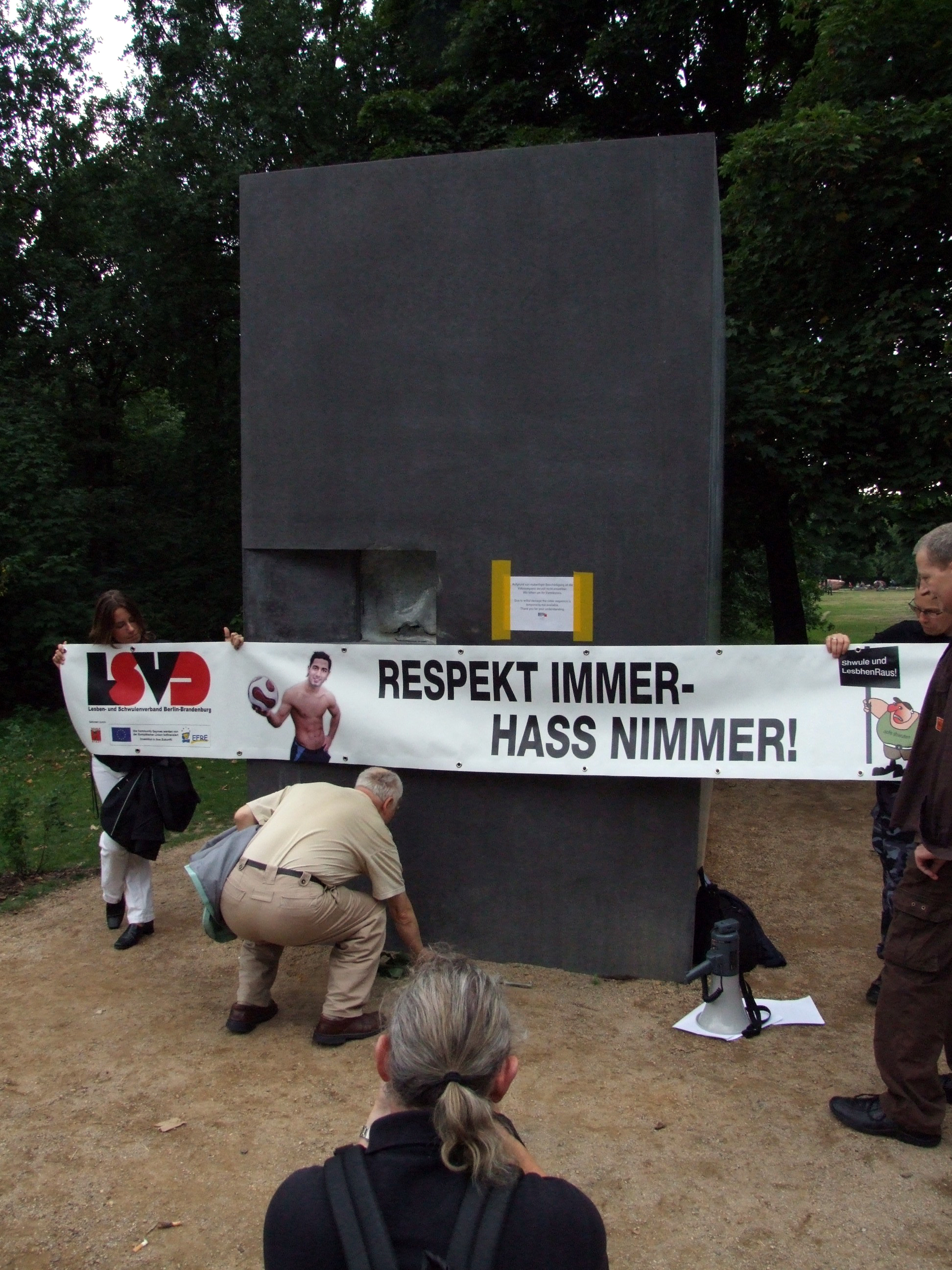
Proteste des LSVD nach dem ersten Anschlag auf das Mahnmal

Im Jahr 2002 erfolgte die gesetzliche Rehabilitierung der Opfer des Homosexuellen-Paragraphen 175 aus der NS-Zeit durch die Regelungen des NS-Unrechtsaufhebungsgesetzes.
Der Deutsche Bundestag beschloss am 12. Dezember 2003, ein Denkmal in Berlin-Mitte zu errichten. Die Einweihung des Denkmals am 27. Mai 2008, der unter anderem der Regierende Bürgermeister Klaus Wowereit und der Kulturstaatsminister Bernd Neumann beiwohnten, stieß auf ein großes Medieninteresse. Für sein Engagement in der Initiative Der homosexuellen NS-Opfer gedenken wurde Albert Eckert am 27. Januar 2012 mit dem Verdienstkreuz am Bande des Verdienstordens der Bundesrepublik Deutschland ausgezeichnet.
Am 3. Juni 2018 hielt der deutsche Bundespräsident Frank-Walter Steinmeier zum 10. Jahrestag der Denkmaleröffnung eine Rede vor dem Denkmal, in der er als erster deutscher Bundespräsident direkt die homosexuellen Opfer des NS-Regimes um Vergebung bat:

„Als Bundespräsident ist mir heute eines wichtig: Ihr Land hat Sie zu lange warten lassen. Wir sind spät dran. Was gegenüber anderen Opfergruppen gesagt wurde, ist Ihnen bisher versagt geblieben. Deshalb bitte ich heute um Vergebung – für all das geschehene Leid und Unrecht, und für das lange Schweigen, das darauf folgte.“

Er sprach außerdem zum ersten Mal deutlich aus, dass auch die Würde von Schwulen, Lesben und Bisexuellen, allen Queers, Trans- und Intersexuellen unantastbar ist und in Deutschland unter staatlichem Schutz steht.

„Ihnen allen hier am Denkmal, und allen Schwulen, Lesben und Bisexuellen, allen Queers, Trans- und Intersexuellen in unserem Land, Ihnen allen rufe ich heute zu: Auch Ihre sexuelle Orientierung, auch Ihre sexuelle Identität stehen selbstverständlich unter dem Schutz unseres Staates. Auch Ihre Würde ist so selbstverständlich unantastbar, wie sie es schon ganz am Anfang hätte sein sollen.“

## Wettbewerb

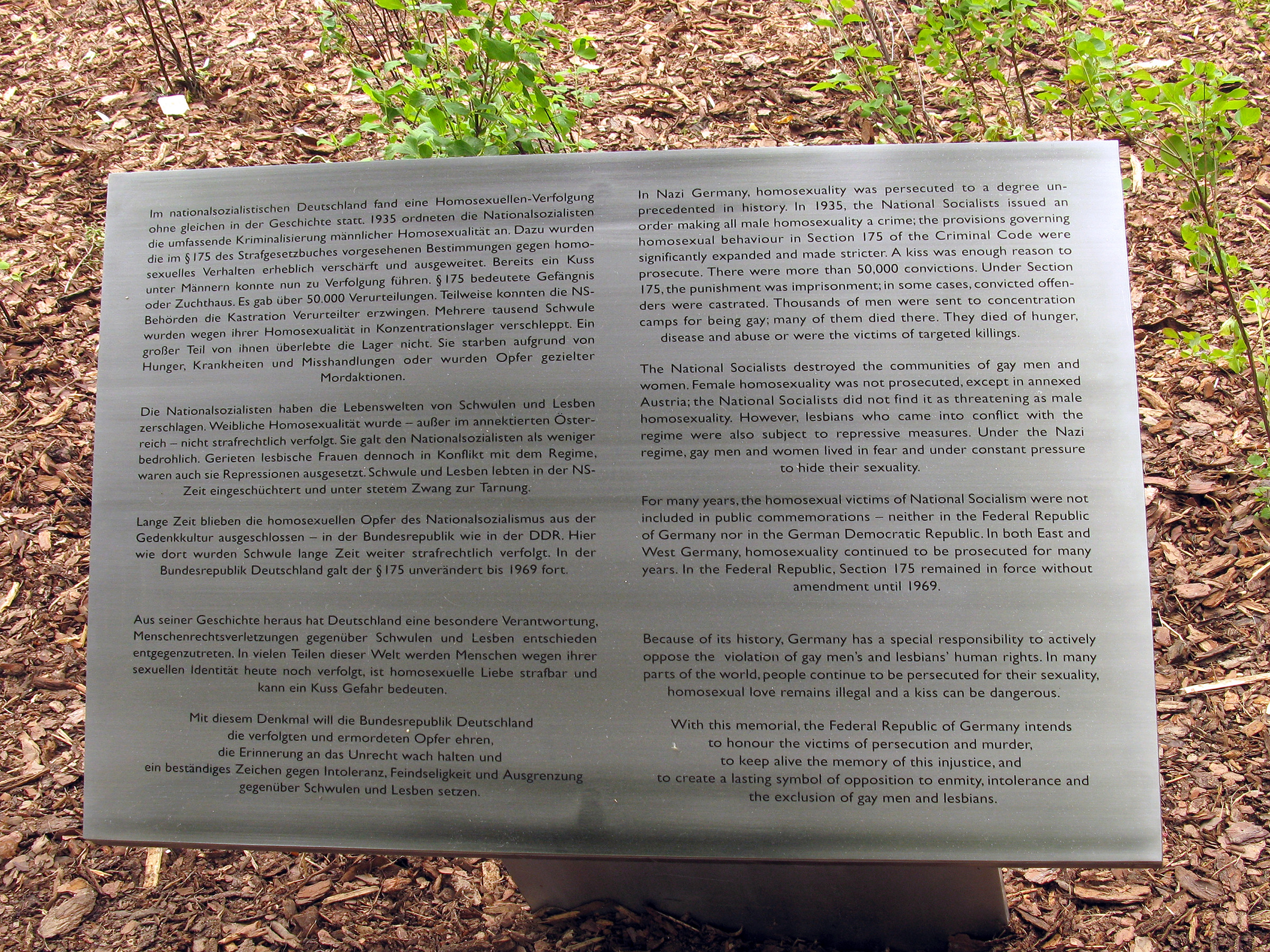
Gedenktafel, 2008

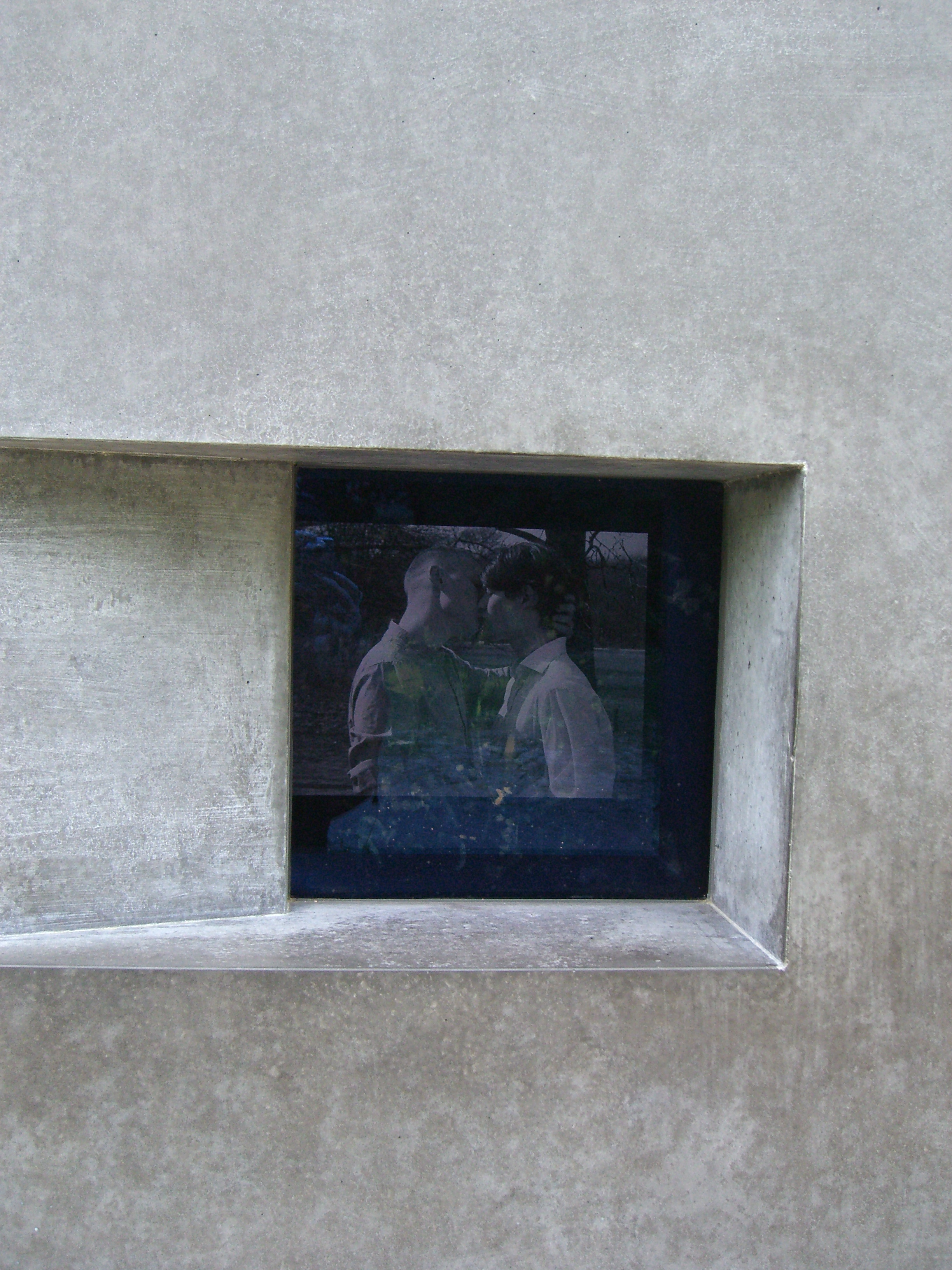
Videosequenz des Denkmals

Zur Umsetzung des Bundestagsbeschlusses fand ein Kunstwettbewerb statt. Dieser wurde vom Land Berlin im Auftrag der Bundesrepublik Deutschland organisiert. Ein Preisgericht kürte im Jahr 2006 aus 17 Einsendungen einen Entwurf des in Berlin lebenden dänisch-norwegischen Künstlerduos Michael Elmgreen und Ingar Dragset zum Wettbewerbssieger.
In einem öffentlichen Kolloquium zur inhaltlichen Vorbereitung des Kunstwettbewerbs hatte der LSVD als Position formuliert:

„Die Praxis der Nazis gegenüber homosexuellen Frauen und homosexuellen Männern war sehr unterschiedlich. Für das Gelingen des Denkmals müssen diese Unterschiede gewusst werden. Gleichzeitig ist aber zu vermeiden, dass das Denkmal ausschließenden Charakter bekommt, lesbische Frauen sich vielleicht nicht angesprochen fühlen.“

Das Denkmal soll gemäß Bundestagsbeschluss die verfolgten und ermordeten Opfer ehren, die Erinnerung an das Unrecht wachhalten und ein beständiges Zeichen gegen Intoleranz, Feindseligkeit und Ausgrenzung gegenüber Schwulen und Lesben setzen.
Die filmische Präsentation, die durch eine Öffnung im Denkmal zu betrachten ist, war von 2012 bis 2014 eine andere. Bereits 2007, vor der feierlichen Eröffnung, kündigte der Beauftragte der Bundesregierung für Kultur und Medien, Staatsminister Bernd Neumann, nach Zustimmung des LSVD sowie der Künstler eine Fortentwicklung der Denkmalskonzeption an. Alle zwei Jahre soll der Film gewechselt werden, wobei eine Jury von Experten die Entscheidung über den neugezeigten Film treffen soll. Seit 2014 gab es keine Neuausschreibung eines Wettbewerbs um die Gestaltung des Films.

## Diskussion
Der LSVD kritisierte den Entwurf, weil bei der Mahnung an die Zukunft die Lesben nicht angemessen berücksichtigt wurden. Der LSVD-Vertreter im Preisgericht hatte aus diesem Grund auch für einen anderen Wettbewerbsbeitrag gestimmt. Er formulierte:

„Lesbische Beziehungen wurden nicht strafrechtlich verfolgt. War den Nazis die Homosexualität inhaftierter Frauen bekannt, bedeutete das dennoch verschärfte Bedrohung. Insgesamt ist aber die Situation lesbischer Frauen im Nationalsozialismus ‚kaum mit eindeutigen Verfolgungskriterien zu belegen‘ [Claudia Schoppmann, Vortrag im vorbereitenden Kolloquium für den Kunstwettbewerb zum Denkmal, 2005]. Schwule und Lesben erlebten aber gemeinsam die Zerschlagung ihrer Infrastruktur durch die Nazis. Lesben lebten eingeschüchtert und waren in ihren Entfaltungsmöglichkeiten eingeschränkt. […] Durch die derzeit geplante Darstellung entsteht der Eindruck, das Mahnmal beziehe sich ausschließlich auf schwule Männer. Das Denkmal soll auch ein Lernen aus der Geschichte im Sinne eines ‚Nie wieder‘ symbolisieren. Gerade für die Aufgabe, gegenwartsbezogen ein Zeichen gegen Ausgrenzung zu setzen, dürfen Lesben nicht unsichtbar bleiben – genau dies ist nach dem geplanten Entwurf jedoch der Fall. Es ist keinesfalls ausreichend, Lesben im Rahmen einer zusätzlichen Information zu berücksichtigen; sie müssen vielmehr integrativer Teil der künstlerischen Darstellung sein.“

Am 28. August 2006 führte der LSVD zu diesem Thema in Berlin eine Diskussionsveranstaltung mit den Künstlern durch. Kurz vor der Veranstaltung protestierte die Zeitschrift Emma mit einem Aufruf dagegen, „dass das geplante Homo-Denkmal in Berlin ausschließlich männliche Homosexuelle zeigt“, und forderte, „dass auch die weiblichen Homosexuellen angemessen berücksichtigt werden“.
Die Künstler entgegneten auf den scharfen Protest mit einer Erklärung unter dem Titel Ein Porträt ist keine Repräsentation. Sie wiesen die Intention des Ausschlusses weit von sich und gaben zu bedenken: „Ein Denkmal ist eine Form künstlerischen Ausdrucks und das Resultat persönlicher Interpretation – dies macht es zum Kunstwerk.“ Sie erklärten ihren „Entschluss, das Bild zweier küssender Jungs zu nehmen [… damit,] dass wir Machismus und Homophobie als eng verbunden betrachten. Das Selbstbild einer männlichen Sexualität, das alles fürchtet, was es potentiell bedrohen könnte.“
Die Strafrechtsprofessorin Monika Frommel sagte zum Streit um das Mahnmal für die homosexuellen Opfer der NS-Zeit gegenüber der taz: „Ignoriert zu werden, wie die lesbischen Frauen durch die Nationalsozialisten, mag kränkend sein, ist aber keine Tragödie – und erst recht keine Verfolgung. Das Mahnmal sollte nur den schwulen Männern gewidmet sein.“
Die Mitgliederversammlung des LSVD Berlin-Brandenburg sprach sich in einer Resolution vom 28. Oktober 2006 dafür aus, das Denkmal „im Sinne des Bundestagsbeschlusses vom 12. Dezember 2003, den historischen Tatsachen gerecht werdend, in Form des im künstlerischen Wettbewerb am 25. Januar 2006 preisgekrönten Entwurfs von Michael Elmgreen und Ingar Dragset“ zu verwirklichen. Der LSVD-Landesverband wandte sich damit gegen eine Veränderung des preisgekrönten Entwurfs zugunsten einer wie auch immer gearteten Einbeziehung lesbischer Frauen.
Gegen die „Verzerrung der Vergangenheit für gegenwärtige Zwecke – und mag sie noch so gut gemeint sein“ wandten sich auch die Leiter der KZ-Gedenkstätten in einer Erklärung vom 19. Mai 2007. Der Historiker Joachim Müller hat seine umfassenden Untersuchungen zur Situation lesbischer Frauen im Nationalsozialismus und zur Debatte über das Denkmal in einer Materialsammlung dokumentiert und in einem Thesenpapier zusammengefasst. Auch der Historiker Alexander Zinn, der das Thema in seiner Dissertation untersucht hat, kommt zu dem Ergebnis, dass sich eine Verfolgung weiblicher Homosexualität im Nationalsozialismus historiografisch nicht nachweisen lassen würde.
Nach einem längeren Diskussionsprozess entschied die Bundesregierung unter Einbeziehung von Kulturstaatsminister Neumann über die Form des Denkmals für die im Nationalsozialismus verfolgten Homosexuellen. Demnach wird alle zwei Jahre der im Denkmal gezeigte Film ausgetauscht, so dass auch Bilder von Frauen gezeigt werden können. Die Entscheidung über den neu zu installierenden Film soll jeweils eine Expertenjury treffen.
Auch der im Jahr 2010 anstehende Wechsel des Videos führte zu einem Wiederaufleben des Streits. Erneut protestierten die Leiter der KZ-Gedenkstätten und verschiedene Historiker gegen den Plan, jetzt einen Lesben-Kuss im Denkmal zu zeigen: „Hüten müssen wir uns davor, die Erinnerungs- und Gedenkkultur für gegenwärtige oder künftige Interessen zu instrumentalisieren.“ Staatsminister Neumann begegnete der Kritik mit einer Erklärung, in der er das Verbot der Zeitschriften für Lesben als Beleg anführte, dass auch Lesben in ihren Freiheitsrechten eingeschränkt worden seien.

## Rezeption

### Als Gedenkstätte
Zum Christopher Street Day (CSD) am 28. Juni 2008 fand eine Gedenkfeier statt, an der auch Rudolf Brazda teilnahm, der wegen Homosexualität im Konzentrationslager Buchenwald inhaftiert war. Bei der Veranstaltung sprachen unter anderem Bundestagsvizepräsident Wolfgang Thierse, Petra Rosenberg, die Vorsitzende des Landesverbandes Deutscher Sinti und Roma Berlin-Brandenburg, LSVD-Bundesvorstand Günter Dworek und Alexander Zinn, damals Geschäftsführer des LSVD Berlin-Brandenburg.

### Vandalismus
Knapp drei Monate nach der Einweihungszeremonie wurde das Denkmal erstmals mutwillig beschädigt. Unbekannte zerschlugen am 17. August 2008 das Sichtfenster, durch das die Kuss-Szene zu erkennen war. Politiker verschiedener Parteien sahen darin einen Beleg für die steigende Gewaltbereitschaft gegen Homosexuelle. Am darauffolgenden Tag fand vor dem Denkmal eine Protestkundgebung mit 250 Teilnehmern und einer Ansprache des regierenden Bürgermeisters statt. Ein weiterer Anschlag wurde in der Nacht zum 16. Dezember 2008 verübt. Erneut wurde das Sichtfenster eingeschlagen, durch das die Videosequenz zu sehen ist. Am 5. April 2009 wurde das Mahnmal zum dritten Mal innerhalb von neun Monaten beschädigt, wobei die Sichtscheibe zerkratzt wurde.